# Krimmigration
Krimmigration (engelska: crimmigration) myntades av den amerikanska rättsvetaren Juliet Stumpf i hennes avhandling, och innebär att immigranter på många sätt kan behandlas som kriminella. Ur ett etniskt maktperspektiv är minoriteter ständigt utsatta vilket stämmer in på krimmigranter - en grupp som till exempel inte längre ses som medmänniskor i behov av skydd, utan en variant av den klassiska avvikaren.
Begreppet krimmigration är en kombination av två amerikanska uttryck, “criminal law” (straffrätt) och “immigration law” (migrationsrätt), vilket syftar till att förklara ett fenomen där två separata delar av lagen och separata kontrollmetoder, brottsbekämpning och immigrationskontroll, har närmat och integrerats i varandra. I förlängningen menar forskare på ämnet att det kan det leda till att de kontrollerande organen som behandlar immigranter i viss mån kan stämpla de som kriminella och att invandrare och utländska medborgare blir överrepresenterade inom rättsväsendet, vilket kan exemplifieras med den konstaterade ökningen av fångar med utländska medborgarskap i västeuropeiska fängelser. Både migrationsrätten och straffrätten är enligt Stumpf designade för att göra skillnad på individer, att systematiskt vara inkluderande respektive exkluderande. De ska bestämma vilka som får vara en del av samhället, vem som får bli medborgare och vem som är skyldig och vem som blir friad. 
Stämplingsteorin är användbar på detta område för att i sin mest radikala betydelse skapa brottslingar utan att de begått brott. Genom den tidigare nämnda sammanfogningen av kontrollen av immigration och hur man bekämpar brott, är det lätt att redan som nyanländ invandrare stämplas, behandlas och beskrivs som brottsling. Det görs genom styrmedel som att till exempel staten använder polismetoder för att leta upp, fängsla, övervaka och avvisa människor som i egentlig straffrättslig mening inte begått brott.
Mer specifikt kan man exemplifiera det genom identitetskontroll med hjälp av fingeravtryck, förvaring i väntan på utvisning ur landet, upprepad spaning mot vissa individer. Politiskt har det till och med förts en debatt om införandet av elektronisk fotboja för personer som fått avslag på sin asylansökan, för att ha kontroll på dem så att de inte håller sig undan medvetet och för att vara säkra på att de kan letas upp för att utvisas.
Begreppet krimmigration har framför allt hamnat på agendan i Sverige efter den stora flyktingvågen 2015 och används numera som ett politiskt instrument för att reglera migrationen. Efter flyktingströmmen ändrades migrationspolitiken från en mer tillåtande och öppen sådan till en striktare, sluten och kravfylld variant.